# Soligny-la-Trappe

Soligny-la-Trappe este o comună în departamentul Orne, Franța. În 1 ianuarie 2022 avea o populație de 633 de locuitori.